# Championnat des îles Féroé de football 1972
Navigation
Meistaradeildin 1971 Meistaradeildin 1973
La saison 1972 du Championnat des îles Féroé de football était la 30e édition de la première division féroïenne à poule unique, la Meistaradeildin. Les six meilleurs clubs du pays jouent les uns contre les autres à deux reprises durant la saison, à domicile et à l'extérieur. 
C'est le KÍ Klaksvík qui remporte le titre cette année après avoir terminé en tête du classement, avec un point d'avance sur le HB Tórshavn. C'est le 15e titre de champion de l'histoire du club, qui ne réalise pas le doublé en ne remportant pas la Coupe des Îles Féroé. Elle revient à son dauphin le HB Tórshavn.

## Les clubs participants
| \| B36 HB ÍF KÍ TB VBV \| Localisation des clubs engagés dans le championnat 1972. |
| B36 HB ÍF KÍ TB VBV                                                                |

- B36 Tórshavn

- HB Tórshavn - Tenant du Titre

- ÍF Fuglafjørður

- KÍ Klaksvík

- TB Tvøroyri

- VB Vágur

## Compétition

### Classement[n 1]
| Rang | Équipe          | Pts | J  | G | N | P | Bp | Bc | Diff |
| ---- | --------------- | --- | -- | - | - | - | -- | -- | ---- |
| 1    | KÍ Klaksvík (T) | 17  | 10 | 7 | 3 | 0 | 30 | 4  | +26  |
| 2    | HB Tórshavn (C) | 16  | 10 | 6 | 4 | 0 | 41 | 10 | +31  |
| 3    | B36 Tórshavn    | 12  | 10 | 5 | 2 | 3 | 17 | 10 | +7   |
| 4    | TB Tvøroyri     | 9   | 10 | 4 | 1 | 5 | 22 | 19 | +3   |
| 5    | VB Vágur        | 4   | 10 | 2 | 0 | 8 | 11 | 38 | -27  |
| 6    | ÍF Fuglafjørður | 2   | 10 | 1 | 0 | 9 | 12 | 52 | -40  |

|  | Vainqueur du championnat 1972                                |
|  | (T) Tenant du titre (C) Vainqueur de la Coupe des îles Féroé |

### Résultats[n 1]
| Résultats (▼dom., ►ext.) | B36 | HB  | ÍF  | KÍ  | TBT | VBV |
| B36 Tórshavn             |     | 2-2 | 4-0 | 0-0 | 2-1 | 1-0 |
| HB Tórshavn              | 2-0 |     | 8-0 | 1-1 | 6-0 | 8-1 |
| ÍF Fuglafjørður          | 2-6 | 1-7 |     | 1-6 | 0-3 | 6-4 |
| KÍ Klaksvík              | 1-0 | 1-1 | 7-0 |     | 2-1 | 8-0 |
| TB Tvøroyri              | 2-1 | 3-3 | 5-1 | 0-1 |     | 5-0 |
| VB Vágur                 | 0-1 | 1-3 | 2-1 | 0-3 | 3-2 |     |

## Bilan de la saison
| Championnat des îles Féroé de football 1972 |                         |
| Champion                                    | KÍ Klaksvík (15e titre) |
| Coupes et trophées                          |                         |
| Vainqueur de la Coupe des îles Féroé 1972   | HB Tórshavn             |
| Promotions et relégations                   |                         |
| Promus en Meistaradeildin                   | non                     |
| Relégués en Meðaldeildin                    | non                     |